# Apostoli intorno al sepolcro vuoto e colmo di fiori della Madonna
Gli Apostoli intorno al sepolcro vuoto e colmo di fiori della Madonna è un dipinto olio su tela di Camillo Procaccini, datato 1594, e conservato come pala d'altare nella grande basilica di Santa Maria Maggiore di Bergamo. La tela doveva completare l'opera di Gian Paolo Cavagna che raffigura l'Assunzione di Maria, a cui la chiesa è intitolata.

## Storia e descrizione
Dalla seconda metà del Cinquecento, per la basilica di Santa Maria Maggiore, iniziò un secolo di modifiche artistiche. Gli affreschi iniziavano a essere deteriorati, inoltre la riforma portata dal concilio tridentino, nonché le indicazioni di san Carlo Borromeo, chiedevano, oltre che quello liturgico, anche l'adeguamento architettonico delle chiese, di conseguenza anche la chiesa mariana divenne oggetto d'importanti modifiche. I rettori della Congregazione della Misericordia Maggiore che gestivano la basilica e le sue proprietà intrapresero un lungo ciclo di modifiche che portarono l'aula dalla conformazione romanica a quella barocca, opera di numerosi artisti, anche non bergamaschi, che furono chiamati a contribuire con opere scultoree e pittoriche.
Il 12 ottobre 1594 i rettori della Congregazione commissionarono al pittore parmigiano Camillo Procaccini un dipinto da porre nel coro absidato. Il dipinto doveva avere come soggetto gli apostoli davanti alla tomba vuota della Vergine, senza l'immagine, comune, della sua ascesa al cielo. Il dipinto doveva fare da completamento con il grande quadro dell'Assunta con angeli che è posto nel catino absidale e che era stato realizzato dal Cavagna nel biennio 1592-1593.
L'opera, nella sua raffigurazione, segue la linea tonda del coro absidato e presenta gli apostoli a figura intera di grandi dimensioni che sono intorno al sepolcro che non contiene più le spoglie della Vergine, queste sono sostituite da fiori. Gli apostoli sono avvolti in ampi mantelli dai colori intensi e in atteggiamento molto plastico. Appaiono stupiti e perplessi per l'evento che si pone di fronte ai loro occhi; alcuni di essi sono raffigurati davanti al sepolcro e volgono le spalle all'osservatore. 

Il Procaccini fu quindi incaricato di dipingere una parte della scena dell'Assunzione di Maria al cielo, quella parte che è dei terreni, mentre la parte celeste, con la Madonna in paradiso, era già stata realizzata dal Cavagna nel biennio precedente. Il dipinto è inserito in una cornice di stucco con contorno dorato realizzata da Lorenzo Porta tra il 1603 e il 1604.
Nel 1958 il dipinto fu oggetto di un attento restauro che ha ridato alla tela i colori originali.
Cinque finestre a tutto sesto dividono le due opere e le illuminano.